# Duomyia cancellata
Duomyia cancellata är en tvåvingeart som beskrevs av Mcalpine 1973. Duomyia cancellata ingår i släktet Duomyia och familjen bredmunsflugor. Inga underarter finns listade i Catalogue of Life.